# Les Sept Samouraïs
Vous lisez un « article de qualité » labellisé en 2010.
Pour plus de détails, voir Fiche technique et Distribution.
Les Sept Samouraïs (七人の侍, Shichinin no samurai) est un film japonais réalisé par Akira Kurosawa, sorti en 1954.
L'histoire se déroule dans le Japon médiéval de la fin du XVIe siècle et montre comment un village paysan recrute sept samouraïs pour lutter contre les bandits qui ravagent les campagnes environnantes.
Ce film a largement contribué à la renommée internationale de son réalisateur,, bien plus encore que Rashōmon sorti quatre ans plus tôt. De même, le rôle de Kikuchiyo a amplement participé à la notoriété mondiale de Toshirō Mifune.
C'est l'un des films japonais les plus célèbres dans le monde. Même si sa version intégrale a longtemps été inconnue en dehors de son pays d'origine, le film a obtenu un Lion d'argent à la Mostra de Venise en 1954 puis a connu un grand succès commercial dans le monde, notamment grâce à l'universalité de son histoire et à l'interprétation des acteurs. Il s'agit aussi de l'un des films de samouraïs de référence et il est parfois considéré comme l'un des meilleurs films d'action de l'histoire du cinéma. Il n'a cessé d'exercer une grande influence sur le cinéma mondial et a connu plusieurs adaptations plus ou moins libres, dont le western Les Sept Mercenaires en 1960.

## Synopsis
En 1586, à l'époque Sengoku, dans un Japon médiéval ravagé par des guerres civiles, les paysans sont fréquemment opprimés par des brigands qui les rançonnent. Une troupe de bandits à cheval s'apprête à attaquer un village mais décide de reporter l'attaque en attendant la prochaine récolte. Un des paysans, Yohei, a surpris la discussion et court aussitôt avertir les autres villageois. Ces derniers sont effondrés, à l'exception de Rikichi, qui essaie de trouver une solution. Ils finissent par consulter Gisaku, l'Ancien du village, qui, à la surprise de tous, rejoint l'avis de Rikichi et conseille d'engager des samouraïs pour défendre le village.

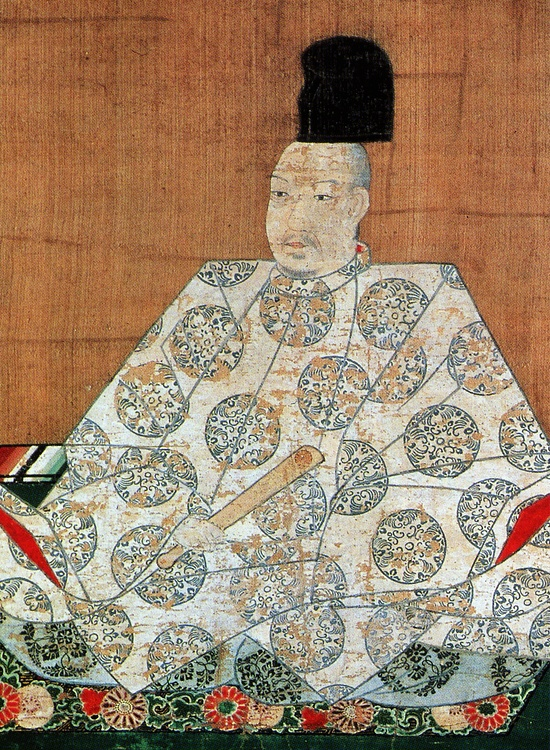
Ōgimachi, empereur du Japon durant la période traitée dans le film.

Quatre villageois partent donc dans le bourg le plus proche pour recruter des samouraïs. Ils logent avec des ouvriers saisonniers. La tâche s'annonce délicate : le premier qu'ils abordent, offusqué par leur demande, refuse violemment, invoquant une question d'honneur. Dix jours passent et le découragement gagne les paysans qui finissent par se disputer. Ils sont alors témoins d'un évènement qui provoque un attroupement : un vieux samouraï, Kanbei, a accepté de sauver un enfant qu'un voleur retient en otage dans une grange. Il se déguise en bonze afin de déjouer la méfiance du bandit, qu'il tue. Alors que les paysans suivent Kanbei, bien décidés à l'aborder, ils sont devancés par deux samouraïs ayant assisté à la scène : Katsushiro, le plus jeune, implore respectueusement Kanbei de le prendre comme disciple, mais celui-ci, annonçant qu'il est un rōnin, cherche à l'en dissuader ; Kikuchiyo, l'autre guerrier, s'approche ensuite mais ses manières rustres et son allure de fanfaron déplaisent au vieux samouraï qui s'éloigne avec Katsushiro.
Les paysans parviennent toutefois à aborder Kanbei mais celui-ci est perplexe : il estime qu'au moins sept samouraïs seront nécessaires pour défendre le village, alors que Gisaku n'avait demandé de n'en engager que quatre. Kanbei semble sur le point de refuser, évoquant à la fois sa lassitude des combats et la difficulté de recruter autant de bons samouraïs contre des repas pour unique récompense, mais l'intervention d'un ouvrier lui fait alors prendre conscience du sacrifice consenti par les paysans : ceux-ci offrent du riz aux samouraïs alors qu'eux-mêmes ne se nourrissent que de millet. Kanbei accepte ainsi de les aider.
Deux paysans, dont Manzo, retournent au village pour annoncer la nouvelle. Gisaku n'est pas étonné de devoir recruter sept samouraïs et avoue même avoir pensé qu'il en fallait dix. Au bourg, les recherches se poursuivent : Gorobei accepte le premier, avant tout pour la personnalité de Kanbei, lequel est ensuite rejoint par Shichiroji, un de ses anciens compagnons d'armes. Gorobei rencontre par hasard Heihachi, un samouraï plein d'humour et de bon sens, qui fend le bois d'un aubergiste en échange de nourriture. Kanbei et Katsushiro sont enfin témoins d'un duel entre deux samouraïs, facilement gagné par Kyuzo, dont la maîtrise impressionne les deux hommes. Mais Kyuzo refuse dans un premier temps la proposition de Kanbei.

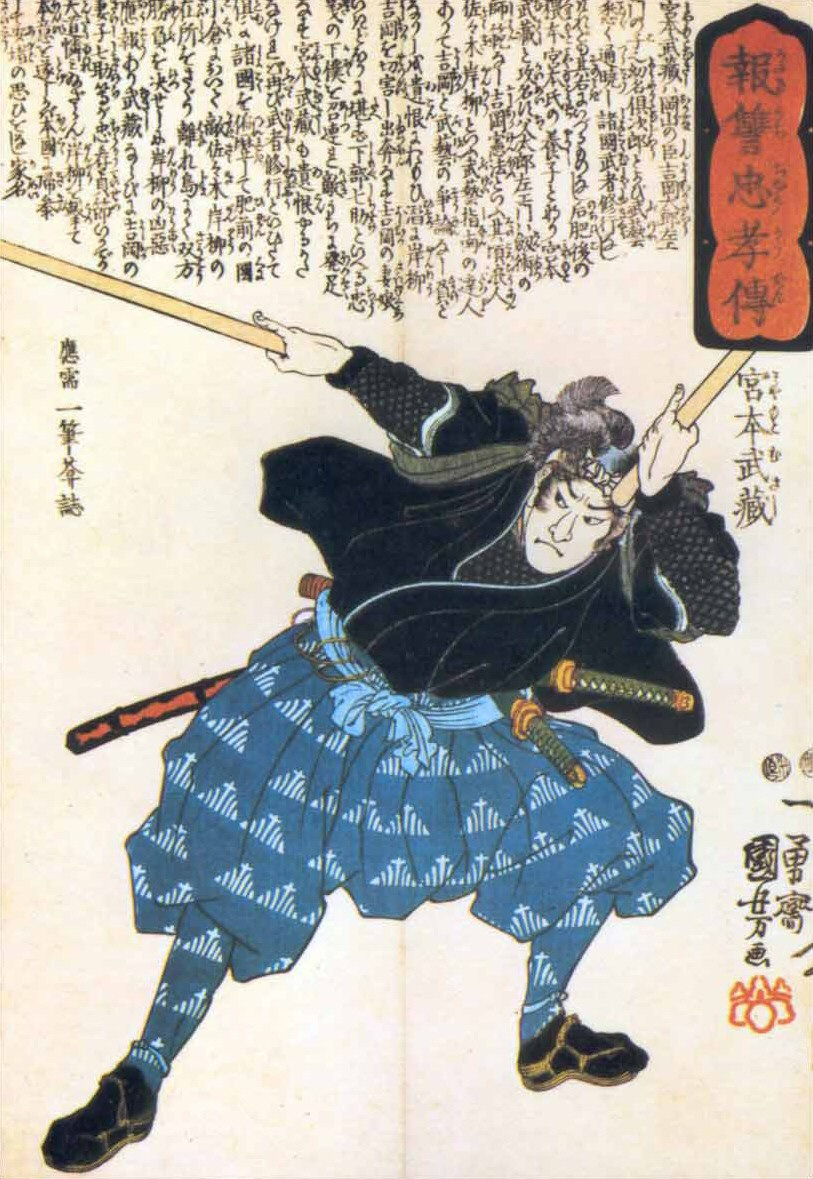
Musashi Miyamoto, samouraï ayant servi de référence pour le personnage de Kyuzo.

Le soir venu, Kanbei déclare ne pas considérer Katsushiro comme un membre de l'équipe, à cause de son trop jeune âge, mais Rikichi, soutenu par les autres samouraïs, parvient à le faire changer d'avis. Kyuzo apparaît alors et les informe laconiquement qu'il a finalement décidé de les rejoindre. L'ouvrier déjà intervenu plus tôt fait alors irruption en annonçant avoir trouvé un samouraï féroce. Il s'agit en fait de Kikuchiyo, qui arrive saoul et tente vainement de prouver à Kanbei qu'il est un vrai samouraï, à l'aide d'un makimono qui mentionne la généalogie d'une famille de samouraïs. Il parvient seulement à provoquer l'hilarité de Kanbei et de ses compagnons car la personne dont il revendique l'identité est censée avoir treize ans. Kanbei décide de partir pour le village dès le lendemain bien qu'ils ne soient que six.
Pendant ce temps, au village, Manzo coupe de force les cheveux de sa fille, Shino, et lui ordonne de s'habiller en garçon, pour la protéger du danger que représentent à ses yeux les samouraïs. Cet acte, commis par un des paysans ayant participé au recrutement, ne passe pas inaperçu et provoque une grande inquiétude chez les autres villageois. De leur côté, les samouraïs se mettent en route, accompagnés par Kikuchiyo qui s'entête à les suivre malgré leur évident désaccord. À l'annonce de leur arrivée au village, au lieu de les accueillir, tous les paysans courent se cacher, laissant la place déserte. Tandis que Gisaku reçoit le groupe, une alerte retentit soudain : les villageois affolés sortent des maisons et se pressent autour des samouraïs. Mais il s'agit d'une fausse alerte, feinte par Kikuchiyo, qui s'adresse de façon railleuse aux paysans pour les sermonner. Ayant ainsi démontré son utilité, il est finalement admis parmi les samouraïs qui sont dorénavant au nombre de sept.
Le lendemain, Kanbei et Gorobei, accompagnés par Katsushiro, inspectent les lieux avec une carte, afin de déterminer la tactique défensive à adopter, pendant que les autres samouraïs préparent les paysans au combat. Katsushiro, qui s'est éloigné pour contempler la nature, croise Shino, qu'il prend d'abord pour un jeune homme cherchant à se soustraire à l'entraînement. C'est seulement en se jetant sur elle pour la maîtriser qu'il réalise qu'elle est une femme. Tous deux restent troublés par cette rencontre.
Kikuchiyo découvre chez Manzo un stock d'armes et d'armures qu'il ramène fièrement à ses compagnons. Ils s'en indignent car elles ont certainement été prises à des samouraïs tués par les paysans. Kikuchiyo, vexé, laisse exploser sa colère, dressant un portrait peu flatteur des paysans, affublés de tous les vices, qu'il justifie cependant par les exactions dont les samouraïs sont fréquemment coupables. Kanbei, ému, comprend alors qu'il est fils de paysan. Secoué, Kikuchiyo s'isole puis va passer la nuit dans la grange en compagnie de Rikichi (qui loge les samouraïs dans sa propre maison).

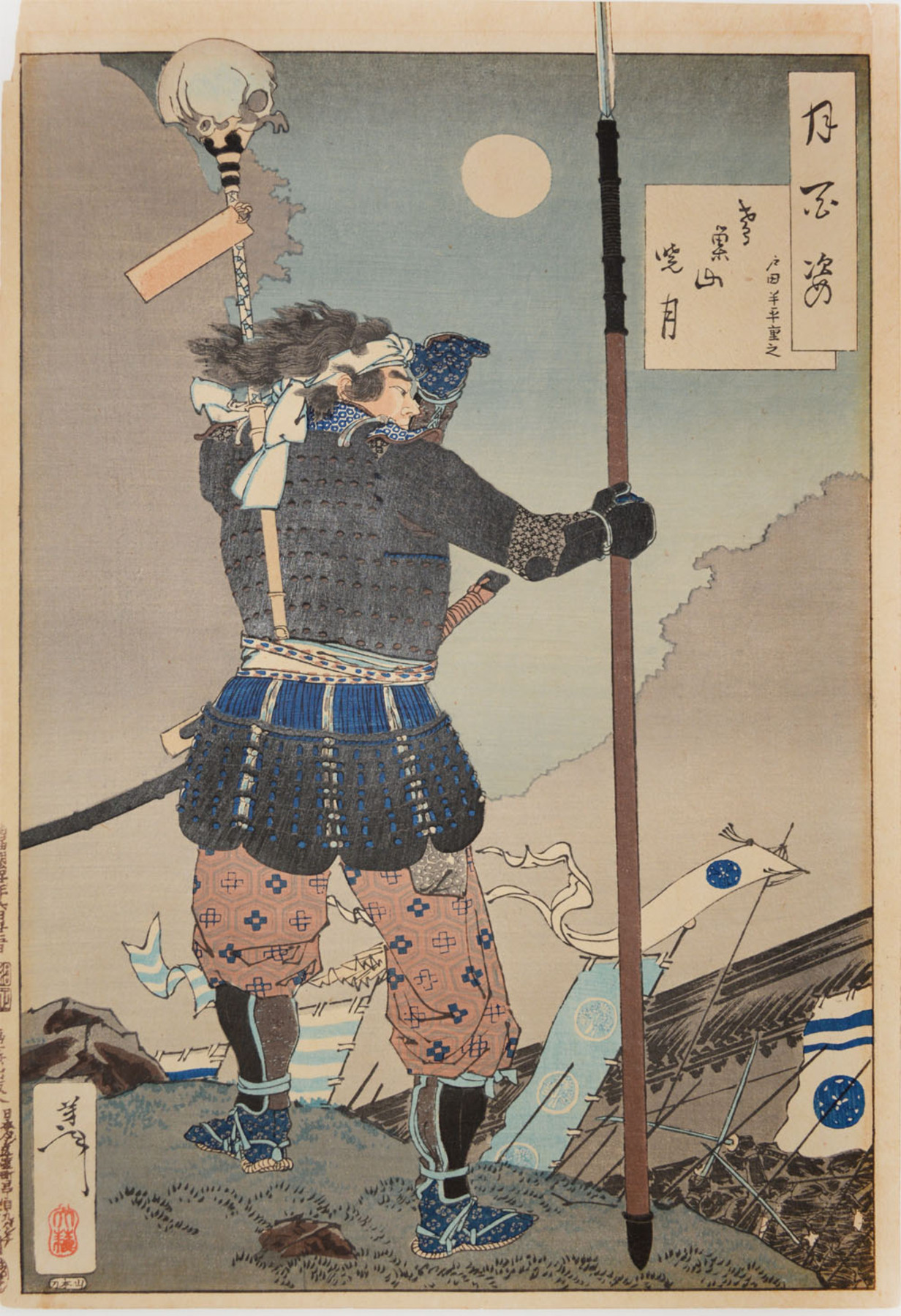
Samouraï lors de la bataille de Nagashino (1575), portant une armure comparable à celles trouvées par Kikuchiyo chez Manzo.

Plus tard, Kyuzo surprend Katsushiro venu en cachette donner du riz à Shino qui préfère l'apporter à une vieille femme indigente. Apprenant cela, les samouraïs prennent conscience de la condition misérable des villageois. Leur générosité les pousse à redistribuer une partie de leur ration de riz aux enfants du village. En aparté, Katsushiro remercie Kyuzo de ne pas avoir révélé sa relation avec Shino.
Les samouraïs, après s'être enquis de la date et de la durée des récoltes, exposent leur stratégie : après la moisson, les champs seront inondés, un pont devra être détruit et les quelques maisons situées de l'autre côté de la rive seront évacuées. Ceci émeut leurs habitants qui songent à se défendre seuls mais Kanbei rappelle à tous avec autorité que l'intérêt collectif doit l'emporter sur les préoccupations individuelles. La moisson s'organise ensuite par groupe, sous la protection des samouraïs postés dans les champs. La présence des nombreuses femmes, jalousement cachées jusque-là, rend Kikuchiyo euphorique. Avec humour, Heihachi conseille à Rikichi de se marier car les couples, dit-il, travaillent mieux ; cette remarque provoque chez le paysan une réaction violente, qui reste alors inexpliquée.
Après la moisson, les paysans fortifient sommairement le village et creusent un fossé qu'ils inondent. Lors du battage, ils s'étonnent que les bandits ne soient pas encore venus et espèrent même qu'ils puissent ne jamais venir, mais Kanbei est persuadé qu'il faut rester vigilant. Alors que Katsushiro et Shino continuent de se voir secrètement dans le bois, ils découvrent la présence de trois cavaliers sur la colline. Katsushiro se précipite pour en informer Kanbei, déjà prévenu par Shichiroji. La nouvelle se répand et la panique menace de s'emparer des villageois. Les trois hommes, que Kanbei identifie aussitôt comme des éclaireurs, ont manifestement remarqué la présence des samouraïs et ces derniers décident donc de les intercepter. Deux d'entre eux sont tués et le troisième est interrogé avant que les villageois ne le lynchent. À partir des indications recueillies, les samouraïs décident de monter une expédition contre les bandits afin de réduire leur nombre, estimé à quarante environ. Kyuzo, Heihachi et Kikuchiyo, guidés par Rikichi, chevauchent jusqu'à leur camp, mettent le feu aux bâtiments où dorment les bandits mais aussi des jeunes femmes. L'une d'entre elles, à l'air mélancolique, aperçoit les premières flammes mais ne donne pas l'alarme. Les samouraïs sabrent les brigands qui fuient dans une grande confusion. Alors qu'ils s'apprêtent à se replier, la femme, qui les a aidés sans le savoir, apparaît sur le seuil d'une des bâtisses en flammes mais, après avoir vu Rikichi, préfère retourner dans le brasier. Il s'agit en fait de l'épouse du villageois, qui avait été enlevée par les brigands. Alors que Rikichi tente désespérément de la rejoindre, Heihachi l'en empêche. Ce dernier est alors touché par un tir d'arquebuse et succombe à sa blessure.

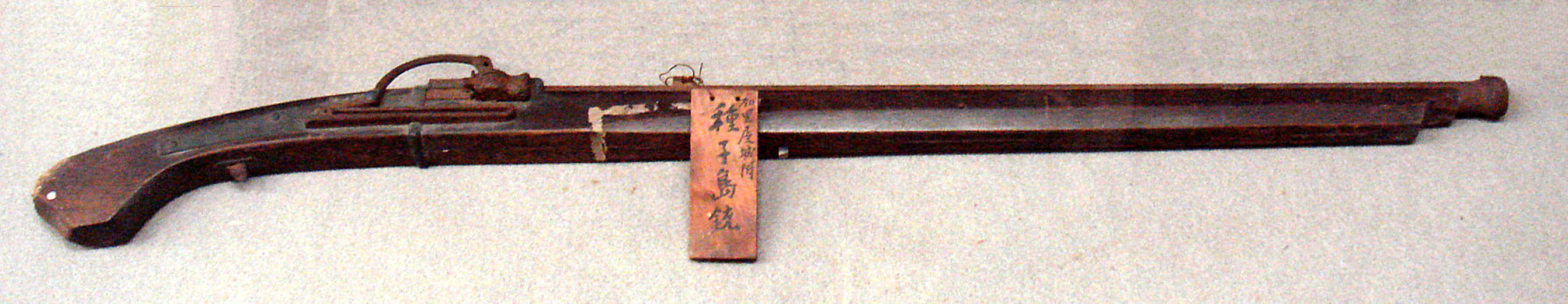
Arquebuse Tanegashima, comparable aux fusils des bandits.

Au village, tout le monde est rassemblé pour rendre un dernier hommage à Heihachi. Kikuchiyo va chercher l'étendard que celui-ci avait confectionné pour les représenter, paysans et samouraïs, unis. Le bruit de cet étendard flottant au vent se confond soudain avec celui, venant de la montagne, de chevaux au galop : les bandits apparaissent sur la crête et dévalent la pente mais ils sont bloqués par les barricades et le fossé inondé. Les samouraïs dénombrent trente-trois brigands et trois fusils en leur possession. Gorobei s'étonne que Kanbei ait décidé de laisser un passage non protégé au nord ; le sensei lui répond que toute forteresse a besoin d'un point faible pour attirer l'ennemi.
Les villageois détruisent le pont sous la supervision de Kikuchiyo. Celui-ci autorise un jeune couple avec enfant à traverser vers le mauvais côté pour rejoindre Gisaku, resté dans le moulin avec la volonté d'y mourir. Un peu plus tard, les bandits mettent le feu aux maisons abandonnées et Kikuchiyo tente de sauver Gisaku et sa famille. Il ne peut secourir que l'enfant. Effondré, il révèle à Kanbei sa véritable nature : lui aussi a été orphelin. La nuit, des bandits essaient de pénétrer dans le village mais ils sont facilement maîtrisés. Kanbei est persuadé qu'une attaque sera lancée au nord le matin suivant et préconise une tactique à suivre pour les piéger un à un. En attendant l'aube, Kyuzo se charge de dérober un des fusils en s'infiltrant dans le camp des bandits. Lorsqu'il revient en annonçant aussi la mort de deux bandits, Katsushiro lui avoue son admiration.

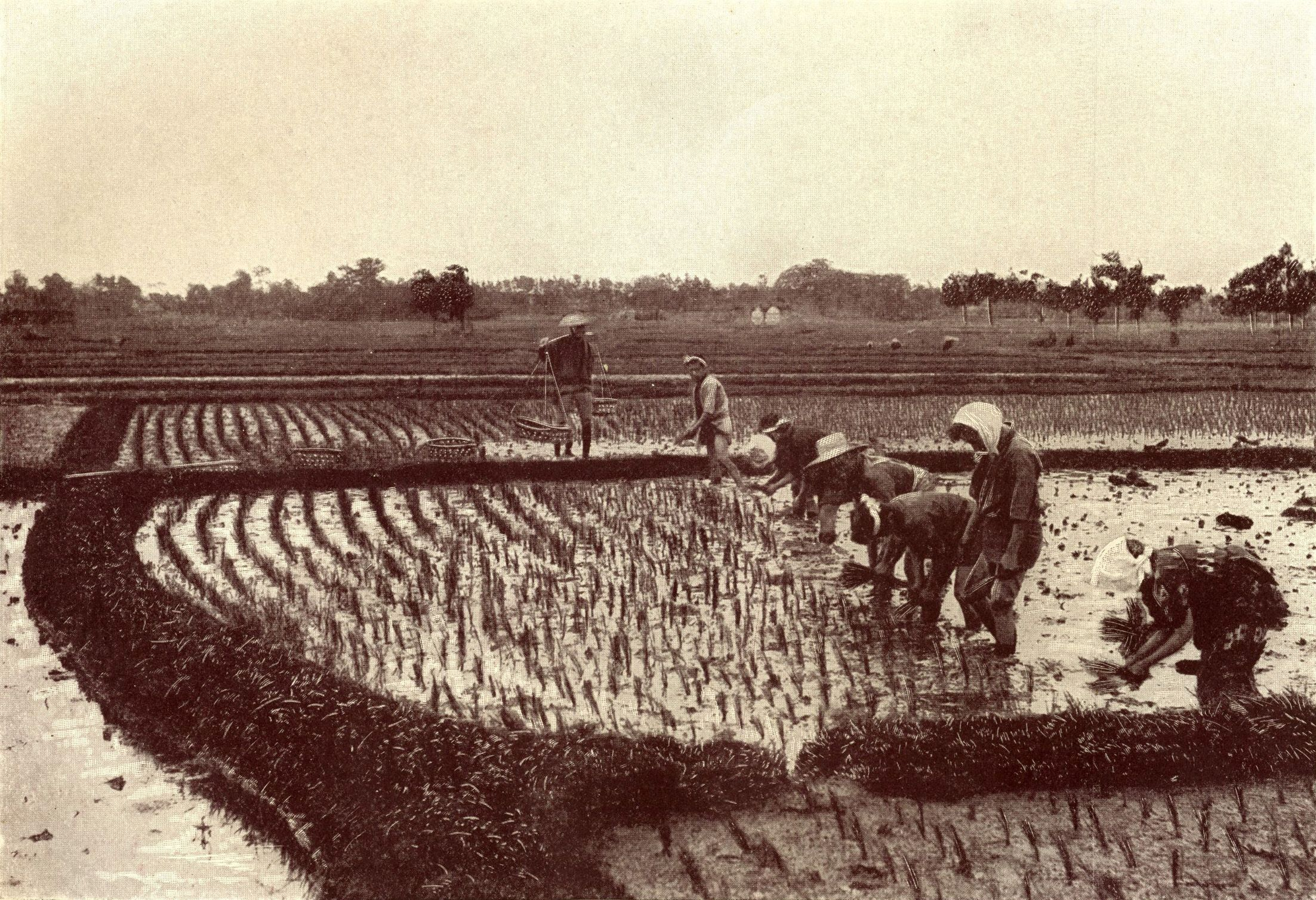
Paysans travaillant dans les rizières, comme les personnages à la fin du film.

L'attaque intervient comme prévu et la stratégie de Kanbei fonctionne. Les bandits cessent leurs offensives après plusieurs échecs. Le village fait le bilan et se repose. Kikuchiyo s'aventure dans les bois sans en avertir les autres : il voit le chef des brigands tuer ceux qui tentent de fuir, puis il dérobe un autre fusil. À son retour, Kanbei le réprimande pour son acte isolé. Quelques bandits parviennent alors à entrer dans le village et à tuer plusieurs villageois, dont Yohei. D'autre part, Gorobei est tué d'un coup de fusil à la lisière du village. Le soir, Kanbei note que le bilan est désormais plus lourd pour le village et qu'il reste encore treize bandits. Kyuzo et Kanbei s'inquiètent de la fatigue qui guette les villageois, même si les bandits ont aussi besoin de répit. Les paysans leur offrent du saké et de la nourriture, puis Kanbei va réconforter Kikuchiyo, qui est resté près des tombes. Katsushiro rencontre Shino, qui s'effondre dans ses bras. Alors que la jeune femme a ensuite l'air apaisée et heureuse, son père les surprend et se précipite sur elle avec fureur. Kanbei, qui passe par là, retient les coups de Manzo. Les cris ont ameuté d'autres villageois, Shichiroji puis Rikichi demandent à Manzo de faire preuve de tolérance. La pluie s'abat alors sur le village et tout le monde se retire peu à peu, laissant Shino en pleurs et Katsushiro immobile et muet.
Au matin, Kanbei conseille de laisser entrer les derniers brigands pour pouvoir les encercler au carrefour du village. Kikuchiyo et Kanbei en tuent près de la moitié dès les premiers instants. Le chef des bandits se réfugie dans la maison où sont regroupées les femmes. De là, il fusille Kyuzo. Kikuchiyo se précipite à l'intérieur où il est lui aussi gravement touché mais il poursuit son effort pour tuer le chef avant de succomber à son tour. Katsushiro, désespéré, veut venger la mort de Kyuzo et de Kikuchiyo, mais Kanbei lui annonce que tous les bandits sont morts. La bataille est terminée. Des sept samouraïs, seuls Kanbei, Katsushiro et Shichiroji ont survécu ; mais le village est sauvé.
La vie quotidienne peut finalement reprendre son cours. Les femmes piquent les champs de riz en chantant au rythme de la musique jouée par les hommes. Les trois samouraïs observent cette scène de loin, en quittant le village. Alors qu'ils marquent un arrêt vers les tombes de leurs quatre camarades, reconnaissables aux sabres qui y sont plantés, Katsushiro croise Shino. Ils échangent un regard puis Shino rejoint les autres paysannes dans le champ. A la surprise de Shichiroji, Kanbei prononce alors ces paroles amères : « C'est encore un combat perdu. Ce sont les paysans les vrais vainqueurs. Pas nous ». Kanbei et Shichiroji se tournent alors une dernière fois en direction des tombes.

## Fiche technique
- Titre : Les Sept Samouraïs (parfois écrit Les 7 Samouraïs)
- Titre original : Shichinin no samurai (七人の侍?)
- Titre anglais : The Magnificent Seven, puis Seven Samurai[N 4]
- Réalisation : Akira Kurosawa
- Scénario : Akira Kurosawa, Shinobu Hashimoto et Hideo Oguni
- Musique : Fumio Hayasaka (orchestration : Masaru Satō[11])
- Photographie : Asakazu Nakai
- Premier assistant opérateur : Takao Saitō
- Montage : Akira Kurosawa
- Décors : Takashi Matsuyama
- Costumes : Kōhei Ezaki et Mieko Yamaguchi
- Collaboration artistique : Kōhei Ezaki et Seison Maeda[12],[13]
- Son : Fumio Yanoguchi[14]
- Éclairages : Shigeru Mori
- Réglage des combats : Yoshio Sugino
- Premier assistant réalisateur : Hiromichi Horikawa
- Scripte : Teruyo Nogami
- Production : Sōjirō Motoki
- Société de production : Tōhō
- Sociétés de distribution :
  - Japon : Tōhō (1954)
  - France : Connaissance du cinéma[15] (1955), Cinédis[14], Studio 43[14]
  - États-Unis : RKO Pictures[15] (1956)
- Budget : 100 000 000 ¥[16]
- Pays d’origine :  Japon
- Langue originale : japonais
- Format : noir et blanc - 1,33:1 ou 1,37:1 - mono - 35 mm
- Genres : chanbara, jidai-geki, action, drame et aventure
- Durée[N 5] :
  - 207 minutes[17] ou 200 minutes[15] (version intégrale) - métrage : 5 430 m[17], 5 430 m[14] ou 5 480 m[15]
  - 161 minutes (seconde version japonaise[15]) - métrage : 4 401 m[15]
  - 155 minutes, 148 minutes, 130 minutes (diverses versions d'exportation[15])
- Dates de sortie :
  - Japon : 26 avril 1954[15],[17]
  - Italie : août 1954 (première projection hors Japon lors de la Mostra de Venise)
  - France : 30 novembre 1955 (sortie nationale), 18 décembre 2002 (nouvelle sortie, version intégrale), 10 juillet 2013 (reprise), 3 juillet 2024 (reprise)
  - Belgique : 23 mars 1956
  - États-Unis : juillet 1956 (sortie limitée : Los Angeles), 19 novembre 1956 (sortie nationale)
  - Allemagne de l'Ouest : 13 juillet 1962

## Distribution

### Samouraïs
- Takashi Shimura : Kanbei Shimada (島田 勘兵衛, Shimada Kanbei?)[N 6], le sensei (chef des samouraïs), ou tateyaku[N 7],[18]
- Toshirō Mifune : Kikuchiyo (菊千代?), le « faux » rōnin
- Yoshio Inaba : Gorobei Katayama (片山 五郎兵衛, Hatayama Gorobei?)
- Seiji Miyaguchi : Kyuzō (久蔵?)
- Minoru Chiaki : Heihachi Hayashida (林田 平八, Hayashida Heihachi?)
- Daisuke Katō : Shichiroji (七郎次?)
- Isao Kimura : Katsushiro Okamoto (岡本 勝四郎, Okamoto Katsushiro?), le nimaime[N 7],[18]

### Paysans
- Yoshio Tsuchiya : Rikichi (利吉?)
- Yukiko Shimazaki : la femme de Rikichi
- Keiko Tsushima : Shino (志乃?)
- Kamatari Fujiwara : Manzo (万造?), le père de Shino
- Yoshio Kosugi : Mosuke (茂助?)
- Bokuzen Hidari : Yohei (与平?)
- Kokuten Kōdō : Gisaku (儀作?), le vieil homme
- Jirō Kumagai : le fils de Gisaku
- Haruko Toyama : la belle-fille de Gisaku
- Junpei Natsuki : un paysan
- Toku Ihara : un paysan
- Noriko Honma : une paysanne

### Dans le bourg
- Jun Tatara : un ouvrier
- Chisao Sakai : un ouvrier
- Takeshi Seki : un ouvrier
- Atsushi Watanabe : le vendeur de manjū
- Sōjin Kamiyama : le prêtre aveugle, joueur de biwa
- Noriko Sengoku : la fille du riche fermier
- Yasuhisa Tsutsumi : un paysan devant la ferme
- Isao Yamagata : le puissant rōnin
- Gen Shimizu : le samouraï qui repousse violemment la demande du paysan
- Tatsuya Nakadai : un rōnin marchant dans le bourg
- Ken Utsui : un rōnin marchant dans le bourg
- Eijirō Tōno : le bandit kidnappeur
- Toranosuke Ogawa : le grand-père de l'enfant kidnappé
- Hiroshi Sugi : l'aubergiste

### Brigands
- Shinpei Takagi : le chef des brigands
- Toshio Takahara : le brigand au fusil
- Masanobu Ōkubo : le brigand du toit
- Kichijirō Ueda : le premier espion
- Senkichi Ōmura : le brigand qui s'enfuit
- Shin Ōtomo : le second du chef

## Production

### Contexte de production et écriture du scénario

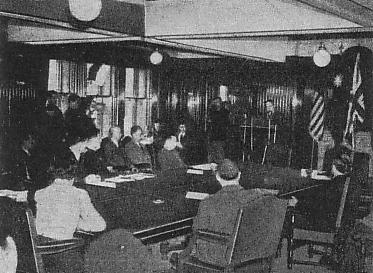
Le Conseil allié, par l'intermédiaire du SCAP qu'il avait mis en place, avait retardé la possibilité de réaliser des films de samouraïs pendant les années 1940.

Après la capitulation du Japon en 1945, le gouvernement d'occupation américain (SCAP) assimile le bushido, code d'honneur des samouraïs, aux kamikazes et au nationalisme japonais, et décide ainsi pendant un temps de limiter la production de jidai-geki,, genre cinématographique historique au Japon. Les Hommes qui marchèrent sur la queue du tigre, le quatrième long métrage qu'a réalisé Kurosawa, tourné en août et septembre 1945, est ainsi interdit à cause de son histoire féodale et n'obtient son visa d'exploitation qu'en 1952,. Kurosawa ne peut donc réaliser son premier véritable film historique qu'avec Rashōmon, sorti en 1950, avant la fin de l'occupation du Japon (1945-1952). Lorsqu'il s'attelle aux Sept Samouraïs, Kurosawa commence donc un projet qui lui tient à cœur. Après avoir exploré les XIe et XIIe siècles dans Les Hommes qui marchèrent sur la queue du tigre et Rashōmon, le cinéaste traite pour la première fois d'une période turbulente de l'histoire japonaise, dite des « provinces en guerre » (1490-1600), qui servira à nouveau de cadre à quatre autres de ses films.
Les gendaigeki d'Akira Kurosawa ne sont alors pas très appréciés dans son propre pays, car jugés trop critiques vis-à-vis du Japon d'après-guerre, le réalisateur étant plutôt écarté des grands studios de son pays et souvent perçu comme un « réalisateur occidentalisé ». Après le succès international de son film précédent, Vivre, Kurosawa peut toutefois lancer son projet plus ambitieux des Sept Samouraïs mais doit néanmoins lutter ardemment pour achever son film. L'écriture du scénario est déjà une épreuve importante car Kurosawa et ses coscénaristes procèdent à d'importantes recherches historiques, le cinéaste souhaitant en effet se baser le plus possible sur des évènements réels. Kurosawa collabore pour la deuxième fois avec Hideo Oguni et pour la troisième avec Shinobu Hashimoto. Au départ, Kurosawa souhaite raconter le quotidien d'un samouraï en montrant une journée du héros, qui se terminerait par un hara-kiri à la suite d'un échec. Après trois mois de recherches, Hashimoto annonce qu'il croit le projet impossible, ce qui provoque une grande colère de la part de Kurosawa. Les trois scénaristes finissent toutefois par se replier sur une autre idée et écrivent un scénario très long et très découpé : alors que Rashōmon ne comportait que 57 scènes, celui-ci en comprend 284.

### Tournage

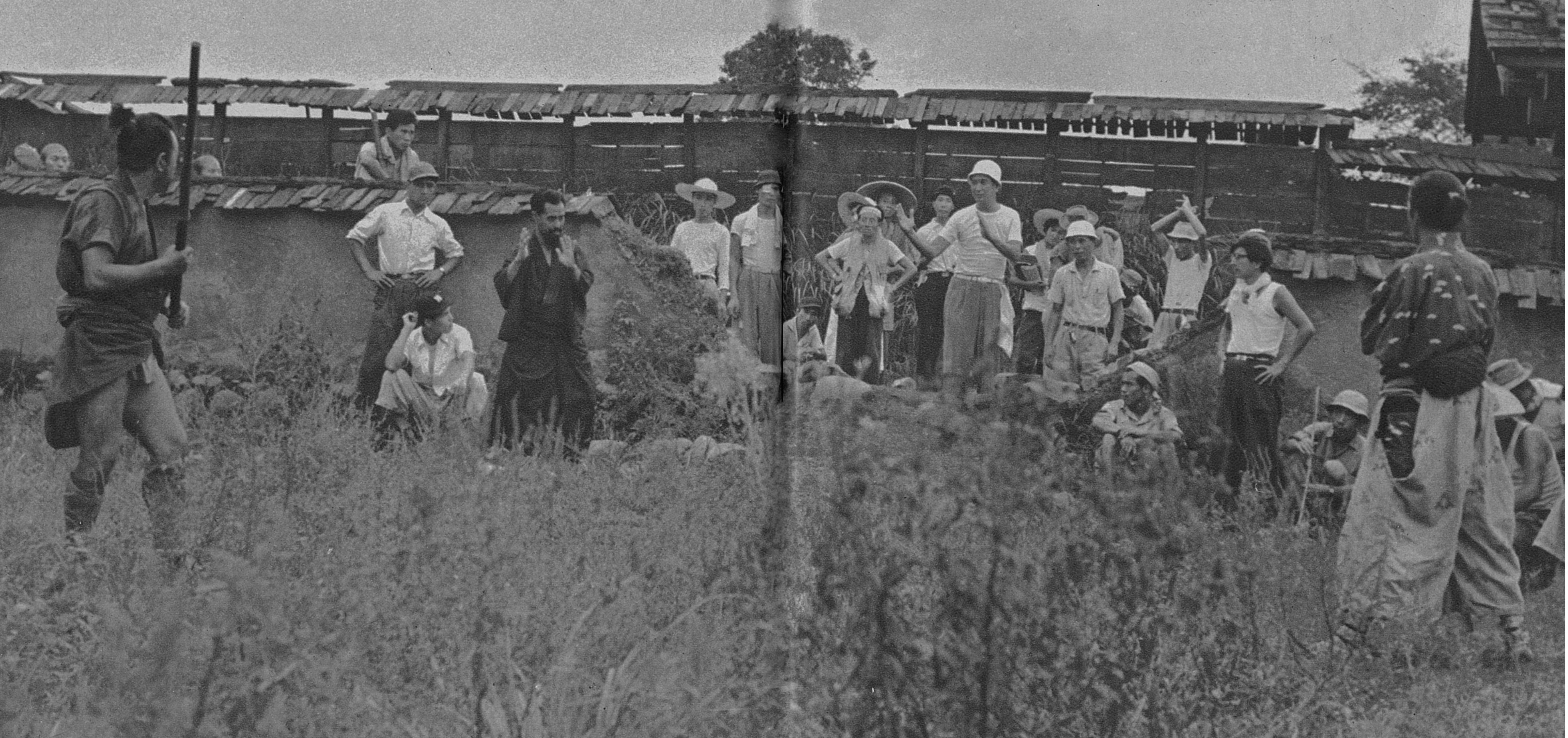
Tournage du film en décembre 1953.

Les difficultés vont surtout intervenir durant le tournage. À cette époque, c'est le premier assistant réalisateur qui est chargé de définir le plan de travail. Or, celui qui assume cette fonction, Hiromichi Horikawa, prévoit seulement trois mois de tournage mais celui-ci s'étale sur plus d'un an,, à partir du 27 mai 1953,, dans un village entièrement reconstitué dans la péninsule d'Izu (district de Tagata) à une centaine de kilomètres au sud-ouest de Tokyo. Dès lors, les producteurs reprochent à Kurosawa ses nombreux dépassements de budget, surtout dus à l'utilisation d'une quantité considérable de pellicule car il tourne parfois avec trois caméras,. Le financement est ainsi interrompu à plusieurs reprises mais Kurosawa parvient à chaque fois à convaincre la production de relancer le tournage, en démontrant que les plans tournés ne suffiraient pas à monter un film. En fait, le cinéaste prévoit intentionnellement de tourner des scènes indispensables à la fin du tournage pour garder la main sur son projet.
Kurosawa justifiait l'utilisation de plusieurs caméras pour certaines scènes spécifiques : « Pour la bataille sous la pluie, quand les bandits attaquent le village ou pour l'incendie du moulin, là où l'on ne peut refaire le décor, j'ai adopté le système de prises de vues avec trois caméras simultanées. Si j'avais filmé selon la méthode traditionnelle, en découpant plan par plan, je n'aurais eu aucune garantie que la même action puisse être reprise deux fois exactement de la même façon. Le résultat s'est montré satisfaisant. Pour les œuvres suivantes, j'ai continué à appliquer cette méthode »,,. En fait, Kurosawa utilise aussi plusieurs caméras pour de longues scènes de dialogue afin d'en conserver la fluidité, mais aussi pour que les acteurs soient plus naturels : « Quand l'acteur sait où se trouve la caméra, automatiquement, sans en être conscient, il va se tourner d'un tiers ou de moitié dans sa direction ». Le choix de plusieurs caméras contraint Kurosawa à réfléchir au rythme et au montage de son film dès le tournage : « Le système que j'utilise en général consiste à mettre la caméra A aux places les plus orthodoxes, à utiliser la caméra B pour les plans rapides, décisifs, et la caméra C comme une sorte de détachement de guérilla pour les interventions rapides ».
Les conditions de tournage elles-mêmes sont dures, comme le confirme Kurosawa lui-même : « Il arrivait toujours quelque chose. Nous n'avions pas assez de chevaux ; il pleuvait tout le temps. C'était exactement le type de film qu'il était impossible de faire dans ce pays ». Pour les scènes de combat final, le film nécessitait néanmoins une forte pluie artificielle, pour laquelle Kurosawa a demandé de prévoir six camions-citernes alors que son assistant, Hiromichi Horikawa, n'en avait prévu que trois. L'humidité sur le lieu de tournage est telle que tous les membres de l'équipe doivent se déplacer avec des bottes et s'enfoncent dans la boue. De plus, l'équipe ne bénéficie pas d'une grande accessibilité car le tournage a lieu dans un village montagnard très reculé. La Tōhō essaie à plusieurs reprises, en vain, de rapatrier le tournage dans des studios à Tokyo. Le tournage de ce film est à l'origine du surnom de Kurosawa, « Tenno » (« l'Empereur »), qui fait référence à sa gestion relativement autoritaire des tournages, mais il semble que l'équipe du film n'ait jamais utilisé ce terme popularisé par la presse japonaise,.
Les Sept Samouraïs devient le film le plus cher de l'histoire de la Tōhō,, qui évite de peu la faillite. Il reste aussi pendant longtemps le plus gros budget de l'histoire du cinéma japonais, avec plus de cent millions de yens (d'autres sources évoquant le chiffre de 500 000 dollars), seulement dépassé par Kagemusha, autre film de Kurosawa, sorti en 1980.

### Choix et performances des acteurs
Le style et le succès du film doivent aussi beaucoup aux acteurs choisis. De nombreux critiques et historiens du cinéma ont fait remarquer que l'interprétation de Toshirō Mifune a largement contribué au dynamisme du film,. Il s'agit de la septième collaboration entre Kurosawa et Mifune sur un total de seize films au cours de leurs carrières, et le rôle de Kikuchiyo reste parmi les plus marquants de la filmographie de l'acteur. Kurosawa a pu compter sur les compétences de Toshirō Mifune, dont la maîtrise du kendo et de l'aïkido a participé à la crédibilité du rôle de Kikuchiyo. Tadao Satō a d'autre part noté la spécificité de cet acteur qui, contrairement à la majorité des vedettes japonaises utilisées à l'époque dans les films historiques, n'avait pas été formé par le kabuki mais par Kurosawa lui-même. Le style de jeu de Mifune est parfois comparé aux danses du hataraki, le démon dans le théâtre nô, que Kurosawa affectionnait.
La bouleversante interprétation de Takashi Shimura est, elle aussi, souvent soulignée,. Mifune et Shimura sont d'ailleurs tous deux nommés dans la catégorie du meilleur acteur étranger aux BAFTA et Shimura est récompensé en Finlande quelques années plus tard dans la même catégorie des Prix Jussi. L'acteur Seiji Miyaguchi, qui interprète le samouraï Kyuzo, n'avait pour sa part jamais touché de sabre de sa vie avant le tournage et ne savait pas comment manier cette arme. Il a également éprouvé des difficultés à monter à cheval puisqu'une scène de galop a finalement été abandonnée au cours du tournage à cause de son incapacité à la jouer. Reconnaissant plus tard que la qualité de sa performance devait beaucoup à Kurosawa lui-même, Miyaguchi a malgré tout été salué pour son rôle, notamment en étant choisi comme meilleur second rôle masculin de l'année pour le Prix du film Mainichi. Kurosawa a également utilisé un comédien de shingeki, style d'acteur alors très apprécié pour les seconds rôles au cinéma, avec l'apparition brève mais marquante d'Eijirō Tōno dans le rôle du bandit kidnappeur tué par un samouraï.
Le sort personnel des acteurs ayant joué les sept samouraïs est étonnamment inverse du sort de leurs personnages. Minoru Chiaki, dont le personnage est le premier des samouraïs à succomber dans le film, est le dernier des sept acteurs à mourir, en 1999. Inversement, Daisuke Katō, Isao Kimura et Takashi Shimura, qui jouent les trois samouraïs survivants, ont été les trois premiers à décéder, respectivement en 1975, 1981 et 1982. Entre-temps, Seiji Miyaguchi est mort en 1985, Toshirō Mifune en 1997 et Yoshio Inaba en 1998.

### Musique
Kurosawa porte un intérêt particulier à la musique de ses films. Pour Les Sept Samouraïs, il collabore pour la septième et avant-dernière fois avec le compositeur Fumio Hayasaka, son meilleur ami,, qui écrit l'une de ses meilleures bandes originales. Hayasaka est déjà gravement malade lorsque Kurosawa lui rend visite pendant le tournage des Sept Samouraïs et il meurt prématurément de la tuberculose le 15 octobre 1955, à l'âge de 41 ans, pendant le tournage de Vivre dans la peur, le film suivant de Kurosawa, dont Hayasaka n'a pu terminer la musique.
Pour la musique des Sept Samouraïs, Hayasaka signe une composition plutôt symphonique qui, selon André Labarrère, explique en partie les rapprochements possibles entre ce film et les westerns américains. Philippe Haudiquet relève quant à lui la grande variété d'utilisation de la musique, qui peut souligner l'aspect comique du film, notamment par le choix d'une musique à tonalité guerrière, mais aussi, de façon plus mélodieuse, faire appel à la « gravité du thème musical des samouraïs » ou encore mettre en valeur la menace des bandits avec une musique plus simple, dominée par les tambours. Kurosawa a voulu utiliser différents thèmes en fonction des groupes de personnages mais aussi des thèmes attachés à chaque personnage important du film. Les thèmes liés à chaque groupe participent à rendre compte de la distanciation entre les personnages selon s'ils sont paysans, samouraïs ou bandits.
Initialement orchestrée par Masaru Satō, la musique utilise essentiellement des bois, des cuivres et des percussions alors que les cordes sont représentées par l'utilisation brève d'une guitare acoustique dans l'un des thèmes d'amour. Pour le personnage de Kikuchiyo, Kurosawa souhaitait une musique proche du mambo et Hayasaka a utilisé un saxophone baryton.
La bande originale a été plusieurs fois éditée. Au Japon, un album a été édité en 33 tours par la Tōhō en 1971 puis par le label Victor Music Industries en 1978. Aux États-Unis, Varèse Sarabande a sorti en 1984 un album réunissant les musiques de Rashōmon et des Sept Samouraïs, proposé à la fois en 33 tours et en CD. Du fait de la faible qualité d'enregistrement des morceaux originaux, la musique du film a été réenregistrée au Japon en 1991. En 2001, THM Tōhō Music a édité une bande originale complète en CD, d'une durée totale de près de 62 minutes. Les titres originaux de cet album, avec leur traduction littérale en français et leur durée respective, sont les suivants :
1. Title Back[N 14] (タイトル・バック, Taitoru bakku?, 03:17)
2. Vers le petit moulin à eau (水車小屋へ, Suisha-goya e?, 01:00)
3. À la recherche de samouraïs 1 (侍探し 一, Samurai sagashi ichi?, 00:49)
4. Kanbei et Katsushiro - Le Mambo de Kikuchiyo (勘兵衛と勝四郎～菊千代のマンボ, Kanbei to Katsushiro - Kikuchiyo no mambo?, 03:43)
5. Les Larmes de Rikichi ? Riz blanc (利吉の涙?白い飯, Rikichi no namida ? Shiroi meshi?, 02:09)
6. À la recherche de samouraïs 2 (侍探し 二, Samurai sagashi ni?, 01:30)
7. Gorobei (五郎兵衛?, 02:18)
8. Allons-y (やりましょう, Yarimashō?, 01:04)
9. Le Poisson tombé en le pêchant (釣り落とした魚, Tsuri otoshita sakana?, 01:43)
10. Les Six Samouraïs (六人の侍たち, Roku-nin no samourai-tachi?, 02:51)
11. Un homme qui sort de l'ordinaire (型破りの男, Katayaburi no otoko?, 01:13)
12. Le Matin du départ (出立の朝, Shuttatsu no asa?, 01:02)
13. Paysage de voyage - Notre forteresse (旅風景～俺たちの城, Tabi fūkei - Oretachi no ki?, 02:51)
14. Venue des guerriers des champs (野武士せり来たり, Nobushi seri kitari?, 00:35)
15. Les Sept Hommes au complet (七人揃いぬ, Shichi-nin soroinu?, 01:24)
16. Katsushiro et Shino (勝四郎と志乃, Katsushiro to Shino?, 02:43)
17. Katsushiro, reviens (勝四郎、帰る, Katsushiro, kaeru?, 00:11)
18. Changement de lit (寝床変え, Nedoko kae?, 00:57)
19. Dans la forêt du dieu de l'eau (水神の森にて, Suijin no mori nite?, 01:34)
20. Champ d'orge (麦畑, Mugi-batake?, 00:27)
21. La Colère de Kanbei (勘兵衛の怒り, Kanbei no ikari?, 02:15)
22. Interlude (間奏曲, Kansōkyoku?, 05:18)
23. Moisson (刈り入れ, Kariire?, 02:05)
24. Les Troubles de Rikichi (利吉の葛藤, Rikichi no kattō?, 01:51)
25. Heihachi et Rikichi (平八と利吉, Heihachi to Rikichi?, 00:57)
26. Paysage rural (農村風景, Nōsonfūkei?, 02:35)
27. Mauviette, bien que samouraï (弱虫、侍のくせに, Yowamushi, samurai no kuse ni?, 01:49)
28. Le Présage des guerriers des champs (野武士の予兆, Nobushi no yochō?, 00:26)
29. Vers l'attaque de nuit (夜討へ, Youchi e?, 00:55)
30. Drapeau (旗, Hata?, 00:20)
31. Confrontation soudaine (突然の再会, Totsuzen no saikai?, 00:25)
32. Les Samouraïs magnifiques (素晴らしい侍, Subarashii samurai?, 02:29)
33. Les Guerriers des champs sont vus (野武士は見えず, Nobushi wa miezu?, 01:00)
34. Kikuchiyo reprend courage (菊千代の奮起, Kikuchiyo no funki?, 00:49)
35. Récompense (代償, Daishō?, 01:07)
36. Rendez-vous (逢瀬, Ōse?, 01:02)
37. Manzo et Shino (万造と志乃, Manzo to Shino?, 01:02)
38. Le Chant du repiquage du riz (田植え唄, Taue uta?, 01:22)
39. Ending[N 14] (エンディング, Endingu?, 00:43)

## Exploitation et accueil

### Exploitation et accueil critique

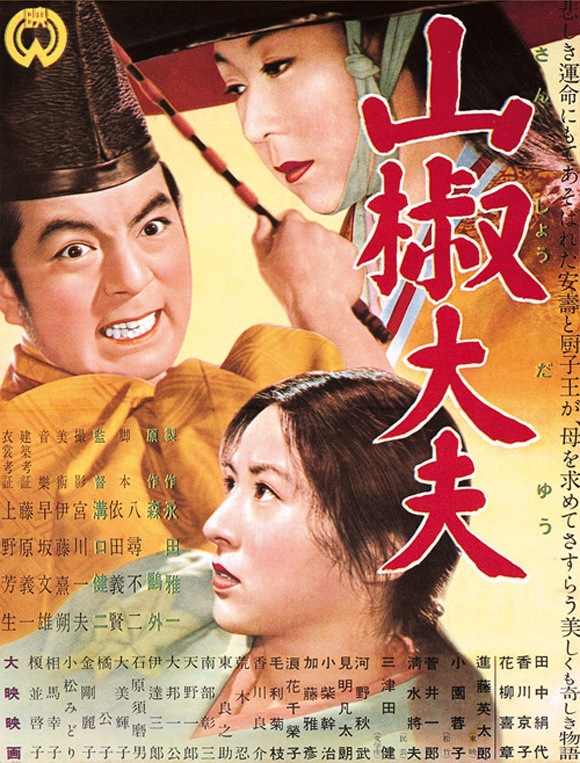
L'Intendant Sansho, l'un des trois films ayant partagé le Lion d'argent avec Les Sept Samouraïs à la Mostra de Venise en 1954,.

Malgré la réputation déjà établie de Kurosawa, le film est distribué à l'étranger dans des versions écourtées,, différentes selon les pays, par crainte que les spectateurs s'ennuient. Les scènes coupées comportent des éléments sur la condition des paysans, dont l'absence rend moins lisible leur relation parfois froide avec les samouraïs,, alors que d'autres scènes manquantes permettent pourtant de mieux cerner la complexité du personnage de Kikuchiyo et la façon dont il peut rapprocher la communauté des paysans de celle des samouraïs,. Les versions courtes ont tendance à idéaliser les paysans. Par exemple, elles ne comportent pas la scène où Kikuchiyo découvre que les paysans ont accumulé des armes et armures qu'ils ont probablement prises sur des combattants décédés. L'alternance entre réflexion et action est également moins équilibrée dans les versions raccourcies. Pour Donald Richie, cette distribution internationale tronquée constitue « l'une des plus grandes tragédies cinématographiques »,. Au Japon, le film est d'abord exploité en version intégrale dans les grandes villes,, avant d'être également écourté, mais de façon moindre par rapport aux versions internationales,. Le film bénéficie d'un grand succès public au Japon,.
Avant sa sortie internationale, le film connaît d'abord les honneurs de la Mostra de Venise en 1954, déjà dans une version tronquée imposée au réalisateur, et il obtient un Lion d'argent qu'il partage avec trois autres films : L'Intendant Sansho de Kenji Mizoguchi, La strada de Federico Fellini et Sur les quais d'Elia Kazan,. Quelle que soit la version exploitée ensuite, le film confirme les succès précédents de Kurosawa, de façon à la fois critique et commerciale. Donald Richie relève toutefois un enthousiasme mitigé et une certaine incompréhension de la part des critiques de l'époque. Dans les années 1950, rares sont les films japonais à être distribués en Occident et ceux de Kurosawa font figure d'exceptions car ils semblent suffisamment proches des traditions cinématographiques européennes. Les Sept Samouraïs est ainsi le premier véritable succès commercial d'un film japonais en Occident. Le film est d'ailleurs un tel succès qu'il connaît par la suite de nombreuses ressorties dans le monde entier, cette fois en version intégrale, à partir des années 1980, ainsi que différentes adaptations. Lors de sa ressortie aux États-Unis en 2002, il engrange 269 061 dollars de recette sur un an de distribution. En France, le long-métrage totalise 401 512 entrées en salles.
À sa sortie, une partie des critiques occidentaux ont souligné des imperfections dans la première partie du film, alors que Kurosawa la considérait comme meilleure que la seconde. Le réalisateur avait son idée sur la raison de ces critiques : « Les défauts sont nés des coupures que j'ai dû faire ». À cause des versions raccourcies du film, certains connaisseurs de Kurosawa ont cru que le réalisateur avait délaissé l'aspect social de ses films précédents et avaient conclu à un appauvrissement de son œuvre.
Devenu l'un des films japonais les plus célèbres dans le monde, il a notamment obtenu un tel succès mondial grâce à l'universalité de son histoire et à l'interprétation des acteurs. Kurosawa lui-même le considérait comme l'un de ses deux meilleurs films au côté de Vivre et l'acteur Toshirō Mifune, l'un des héros les plus célèbres du film, citait six œuvres de Kurosawa parmi ses films préférés, dont Les Sept Samouraïs. De nombreuses personnalités ont évoqué Les Sept Samouraïs parmi leurs films favoris, comme le réalisateur George Lucas ou, dans un autre domaine, Adam Yauch, du groupe Beastie Boys.
Le film est par la suite édité dans de nombreuses éditions vidéo, successivement en VHS, en Laserdisc, en DVD et en Blu-ray. The Criterion Collection a procédé à une importante restauration dans les années 2000, en se basant sur une ancienne copie du film car l'original a disparu. Le triple DVD ainsi édité par Criterion a obtenu une nomination pour le meilleur DVD de l'année aux Satellite Awards de 2006 et a reçu de très bonnes critiques,.

### Distinctions

#### Récompenses
| Année | Cérémonie, récompense ou festival | Lieu / Pays    | Prix                                  | Lauréat         |
| ----- | --------------------------------- | -------------- | ------------------------------------- | --------------- |
| 1954  | Mostra de Venise                  | Venise, Italie | Lion d'argent, ex-æquo                | Akira Kurosawa  |
| 1955  | Prix du film Mainichi             | Japon          | Prix du meilleur second rôle masculin | Seiji Miyaguchi |
| 1959  | Prix Jussi                        | Finlande       | Prix du meilleur réalisateur étranger | Akira Kurosawa  |
| 1959  | Prix Jussi                        | Finlande       | Prix du meilleur acteur étranger      | Takashi Shimura |

#### Nominations et sélections
| Année | Cérémonie, récompense ou festival | Lieu / Pays             | Prix ou sélection                                               | Nommé(e)                 |
| ----- | --------------------------------- | ----------------------- | --------------------------------------------------------------- | ------------------------ |
| 1954  | Mostra de Venise                  | Venise, Italie          | Sélection officielle - en compétition pour le Lion d'or,        | Akira Kurosawa           |
| 1956  | BAFTA Awards                      | Royaume-Uni             | Meilleur film (section toutes sources)                          | Akira Kurosawa           |
| 1956  | BAFTA Awards                      | Royaume-Uni             | Meilleur acteur étranger                                        | Toshirō Mifune           |
| 1956  | BAFTA Awards                      | Royaume-Uni             | Meilleur acteur étranger                                        | Takashi Shimura          |
| 1957  | Oscars                            | Los Angeles, États-Unis | Meilleure direction artistique (section films en noir et blanc) | Takashi Matsuyama        |
| 1957  | Oscars                            | Los Angeles, États-Unis | Meilleure création de costumes (section films en noir et blanc) | Kōhei Ezaki              |
| 2006  | Satellite Awards                  | États-Unis              | Meilleur DVD d'ensemble (Best Overall DVD)                      | The Criterion Collection |

### Classements
Les Sept Samouraïs est régulièrement cité parmi les meilleurs films de l'histoire.
- Le magazine britannique Sight & Sound, qui a l'habitude de faire une enquête auprès des professionnels[N 17], tous les dix ans depuis 1952, a fait ressortir Les Sept Samouraïs en 3e position dans le classement des critiques de 1982[77],[78] et le film rate de peu le top 10 en 2002 où il termine 11e égalité[79]. Dans l'enquête envers les réalisateurs, mise en place ultérieurement, le film finit 10e égalité en 1992[80] puis 9e égalité en 2002[81],[82], partageant à chaque fois sa place avec un autre film de Kurosawa, Rashōmon.
- Le magazine japonais de cinéma Kinema Junpo l'avait classé à la 3e place de son classement[15].
- Dans le classement du Top 250 des meilleurs films de tous les temps sur IMDb, site de référence de la cinéphilie, qui se base sur l'ensemble des notes des internautes utilisateurs du site, le film est à la 15e place en mars 2010 avec une note de 8,8/10[83]. Il s'agit du premier film non tourné en anglais dans cette liste.
- En 2007, le magazine Empire a interrogé 50 000 lecteurs pour dresser une liste des 100 meilleurs films de l'histoire, où Les Sept Samouraïs s'est classé à la 93e place[84].
- En 2007 également, un institut de sondage japonais, DIMSDRIVE Research, a consulté plus de 5 000 membres de son site pour savoir quels films ou œuvres télévisuelles les Japonais conseilleraient aux étrangers pour découvrir leur pays. Les Sept Samouraïs ont pris la seconde place derrière la série de films Otoko wa tsurai yo[85].
- Toujours en 2007, les rédacteurs du magazine Entertainment Weekly ont placé Les Sept Samouraïs en 6e position de leur classement des 25 meilleurs films d'action[86].

## Analyse

### Thèmes et personnages
L'héroïsme est un thème central, que Kurosawa traite en confrontant un petit groupe d'hommes courageux au sein d'une communauté villageoise relativement égoïste à laquelle ils apportent pourtant secours. Ainsi, Kurosawa revient, selon Tadao Satō, à l'« héroïsme pur et simple » qui caractérisait son premier film, La Légende du grand judo (1943).
Les personnages de samouraïs sont abordés d'une façon alors inédite car ils ne défendent plus des seigneurs mais des gens de basse condition sociale. Descendant d'une famille de samouraïs,, et éduqué strictement par un père militaire,, Kurosawa avait à cœur de traiter ce genre de personnages à sa façon, en alliant tradition et modernité. C'est dans ce film que naît ainsi une nouvelle vision du samouraï, rang auquel semble pouvoir s'élever un homme de simple condition comme le personnage de Kikuchiyo. Cette représentation est possible car Kurosawa met en scène des rōnin, c'est-à-dire des samouraïs sans maître. L'histoire du film renverse en effet les schémas habituels car les samouraïs avaient plutôt tendance, sur ordre de leurs seigneurs, à rançonner les paysans alors que les samouraïs de cette histoire se voient engagés sans rémunération pour défendre des paysans contre des pillards, attitude finalement plus cohérente avec le bushido, code d'honneur des samouraïs qui implique le respect des paysans. Les relations de type maître-disciple deviennent ainsi bien plus complexes, tant au sein du groupe des samouraïs qu'entre les samouraïs et les paysans. Kurosawa montre ainsi que chacun semble pouvoir apprendre quelque chose d'un autre, quel qu'il soit ; ainsi, les paysans reçoivent des leçons de combat et les samouraïs apprennent aussi des choses en retour, notamment en termes de générosité. Cela ne rend pas pour autant plus facile le rapprochement entre classes sociales : les premières séquences séparent clairement les personnages en trois groupes distincts : bandits, paysans et samouraïs. Kurosawa montre en effet les difficultés de relation entre les paysans et les samouraïs, voire leurs conflits même lorsque leurs intérêts sont liés. Malgré tout, les personnages de samouraïs sont encore vus par Kurosawa avant tout dans leurs aspects humanistes et généreux, dénués du cynisme du Garde du corps ou du caractère désabusé des personnages de Sanjuro.

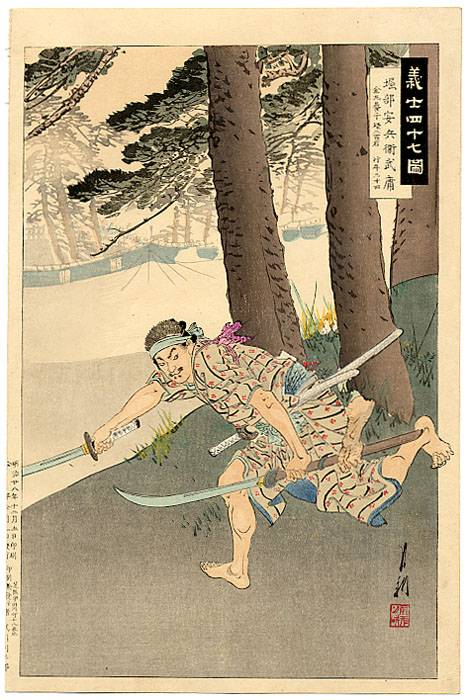
Illustration d'une autre histoire de samouraïs sans chef : la légende des 47 rōnin.

Kurosawa permet même quelques petites ouvertures, faisant de l'offrande d'un bol de riz un vecteur symbolique du dialogue, et même d'un possible amour entre un samouraï et une paysanne. Le cinéaste s'intéresse d'ailleurs à la possible fluidité des classes sociales à l'époque narrée par le film et le personnage de Kikuchiyo devient un lien à la fois direct et symbolique grâce à ses origines paysannes,. Kikuchiyo parvient parfois à relier les groupes à travers ses maladresses et ses pitreries, lesquelles sont « la manifestation d'une immense joie de vivre ». Son goût pour l'aventure et sa volonté d'ascension ne sont pas purement égoïstes puisqu'il montre un désir sincère d'assister les paysans. Néanmoins, ce sont ces mêmes origines qui l'empêchent d'être considéré comme un vrai samouraï, statut qu'il a d'ailleurs usurpé. On ne connaît rien de lui à part ses origines paysannes, pas même son vrai nom, ce qui fait de Kikuchiyo, selon Stephen Prince, un personnage à la fois mythique et historique.
Le film aborde aussi la question de la « solidarité entre déshérités »,. Mais cette solidarité est limitée. Dans le contexte cinématographique des années 1950, le film a parfois été interprété comme une démarche sociale, voire comparé aux œuvres soviétiques des années 1930, mais Donald Richie souligne l'importance des individualités dans cette histoire et Roland Schneider y voit plutôt un côté métaphysique et insiste sur l'« éthique traditionaliste » que suit Kurosawa. Schneider illustre son analyse en montrant qu'à la fin, même si la mort du héros ne s'avère pas inutile, le retour à la routine reprend vite le dessus. Ainsi, selon Schneider, « la vérité de l'être n'est atteinte qu'hors de la vie matérielle et sociale [et] seule importe l'expérience intérieure individuelle ». Selon Hubert Niogret, « l'action individuelle [est] le seul remède à l'injustice et à la violence ». Dans l'ensemble, Kurosawa s'attache à décrire chaque groupe, paysans et samouraïs, mettant donc en avant à la fois les défaillances et les mérites de chacun. Cette absence de complaisance n'empêche toutefois pas le cinéaste de faire preuve de tendresse vis-à-vis de la misère de l'époque décrite, notamment grâce à un certain lyrisme dans sa façon de filmer les travaux agricoles. En fait, Kurosawa rejette toute vision manichéenne de l'être humain, même si sa représentation des bandits ne montre aucun bon côté de ces personnages. Toutefois, le film confronte bel et bien deux visions des samouraïs car les bandits sont eux aussi des rōnin, qui ont fait un autre choix, celui de trahir le bushido.
Les personnages féminins restent quant à eux très en retrait, comme dans les films précédents du cinéaste. Kurosawa disait s'intéresser pourtant aux femmes et attribuait alors cette responsabilité à la Tōhō : « la Compagnie Toho ne veut pas que je pénètre au fond des problèmes féminins. Cela ne plairait pas aux spectateurs de voir dévoiler les mauvais penchants des femmes ». D'ailleurs, le personnage de Shino a l'apparence d'un garçon lorsqu'elle vit son histoire d'amour avec le jeune samouraï Katsushiro. Malgré cette pudeur générale, le traitement de la première apparition de Shino ne manque pas d'érotisme.

### Style du film
À la fois réalisateur, coscénariste et monteur, Akira Kurosawa a ainsi pu d'autant mieux marquer son œuvre, et Les Sept Samouraïs en particulier, par son propre style, même s'il affirmait lui-même : « je n'ai jamais songé à définir mon propre style personnel. Et si j'avais fait cela, je me serais rendu un très mauvais service ». D'ailleurs, selon lui, le style n'avait d'importance que s'il servait un propos : « Si l'on est seulement préoccupé par des questions de forme sans avoir rien à dire, alors même cette forme n'aboutira à rien ».
Le film mélange réalisme, action, humanisme et humour. Cette diversité permet notamment à Kurosawa de mettre en avant les oppositions « entre l'idéalisme du samouraï et le réalisme du paysan ». La beauté des images en noir et blanc met en valeur les expressions en jouant sur une profondeur de champ d'une ampleur rare. Le rythme du film atteint un remarquable équilibre par l'utilisation alternée de scènes de contemplation et de séquences d'action énergiques. Le montage apporte une certaine excitation au spectateur même dans les scènes les plus simples. Kurosawa évite en outre les scènes d'exposition superflues. Le réalisateur préfère ainsi ne pas tout dire ni tout montrer, ce qui lui permet de créer une certaine attente chez le spectateur, par exemple par le cumul de séries de plans brefs et d'ellipses qu'il utilise dans les scènes où les paysans recherchent leurs futurs protecteurs. Le montage de cette séquence utilise habilement le procédé de volet pour varier les plans tout en combinant de façon plus cohérente différents espaces et temporalités, avec en fond sonore une musique guerrière. Associé à une telle musique, le panoramique est utilisé comme élément visuel de l'ironie par l'alternance des mouvements droite-gauche et gauche-droite qui suivent les samouraïs. Le montage peut ainsi servir l'aspect comique du film, notamment lorsque Kurosawa enchaîne des plans brefs séparés par des volets.
La volonté d'évacuer le superflu n'empêche pas par ailleurs Kurosawa de faire preuve d'une très grande exactitude lorsqu'il s'agit d'évoquer le contexte social de son histoire. La narration a été amplement saluée. Philipp Bühler compare le travail de Kurosawa à l'attitude de Kanbei, le chef sage interprété par Takashi Shimura. Selon Bühler, Kurosawa procède avec la même précision que son personnage « qui dessine une carte géographique et commence à noter sur une liste les pertes de l'ennemi ». De lents plans panoramiques permettent de décrire le village et le cinéaste fait preuve de la même minutie pour brosser le portrait de ses personnages et leurs relations, qui « suivent une savante géométrie ». Plus loin, la carte et le personnage de Kanbei permettent aussi au cinéaste de maintenir l'attention du spectateur grâce au décompte des bandits tués.

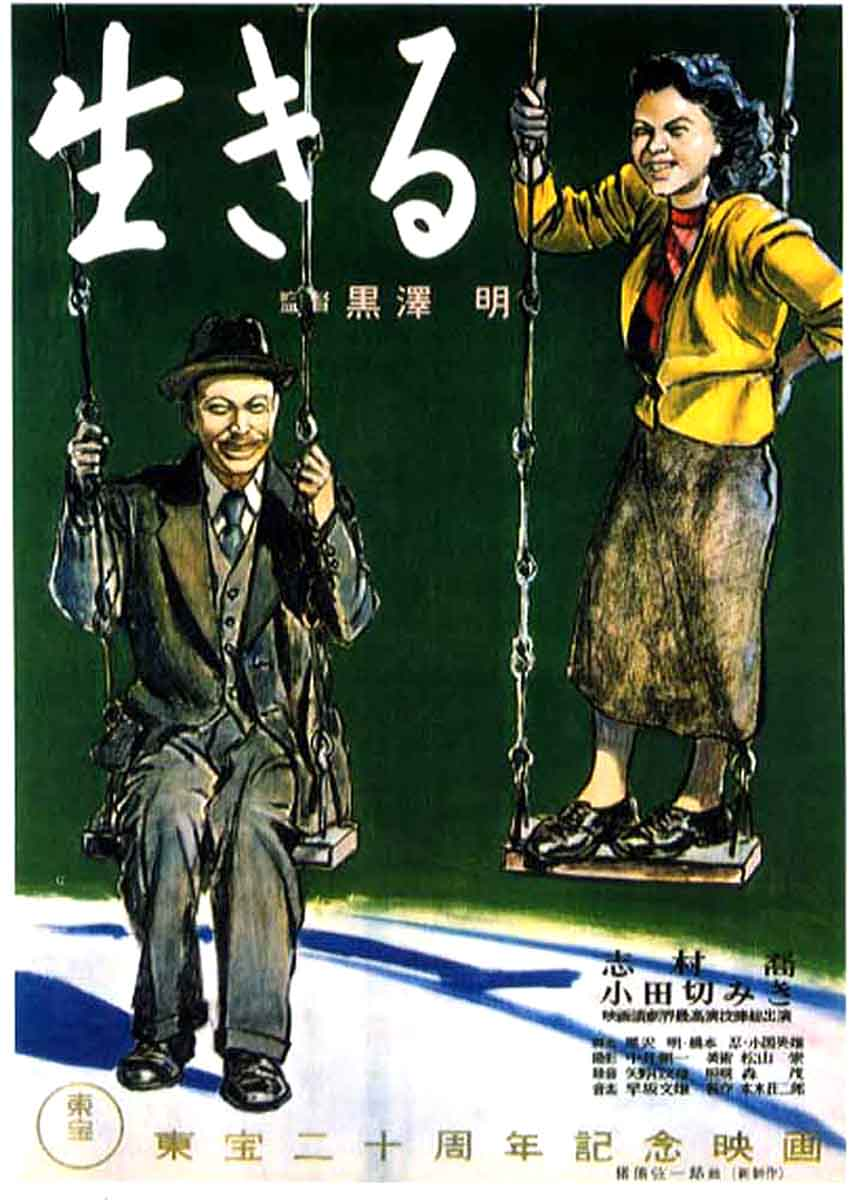
Après Vivre, film sombre sur le Japon contemporain, Kurosawa a voulu faire un film plus divertissant.

Malgré sa profondeur, Les Sept Samouraïs est avant tout un film-spectacle, Kurosawa ayant souhaité aborder les genres de l'aventure et de l'action, mais surtout faire un film historique spectaculaire, genre qu'il considérait comme un des grands intérêts du cinéma traditionnel. Ce film tranche par ailleurs avec son film précédent, Vivre, plus sombre et plus grave,. Akira Kurosawa insistait sur sa volonté de divertir et de combler un manque avec ce film : « Dans le cinéma japonais il y a peu de films divertissants qui soient vraiment alimentaires, au sens où ils satisfont le public le plus gourmand. J'ai voulu satisfaire cet appétit ».
Les scènes d'action sont traitées avec une réalisation dynamique. Bien qu'il ne s'agisse pas de combats à grande échelle, leur réalisme les porte au niveau « des plus belles scènes d'action de l'histoire du cinéma mondiale ». La proximité inédite de la caméra vis-à-vis des personnages de samouraïs a aussi contribué à faire de ce film une œuvre à part dans son genre. Kurosawa fait souvent se succéder des gros plans et des plans larges, ou inversement, pour créer un effet à la fois visuel et dramaturgique. L'utilisation du ralenti dans les séquences les plus violentes permet de mieux les dramatiser. Dans la séquence de la mort du bandit kidnappeur, le ralenti vient en appui d'un autre effet : le montage combine en effet deux temporalités différentes pour la même action afin de mieux en souligner l'atrocité. D'autre part, le film innove dans sa façon d'utiliser les effets sonores lors des scènes de combat.
Charles Tesson note aussi que Kurosawa apprécie particulièrement la marche et la course à pied et qu'il est l'un des rares cinéastes à si bien rendre compte de l'accélération d'un personnage, à tel point que Tesson affirme que la course des personnages dans le village « se métamorphose en ballet ». L'aspect visuel et dynamique du film s'explique, selon Philippe Haudiquet, par la volonté de « saisir la vie dans son mouvement ».
Comme dans d'autres œuvres du réalisateur, la pluie prend une dimension à la fois « esthétique et symbolique » mais n'est utilisée que pour le combat final que Hubert Niogret qualifie de « chef-d'œuvre de puissance cinématographique » et auquel Philippe Haudiquet attribue « un souffle inouï fait de cruauté, de violence et de démesure ». La pluie, avec ses conséquences naturelles, souligne d'autant plus l'ambiance dramatique de la scène, rendue également par l'utilisation d'un montage très découpé et du ralenti qui étirent la temporalité, par le recours judicieux à des panoramiques qui permettent une continuité de mouvement, mais aussi par le choix des longues focales qui permettent à Kurosawa à la fois de fondre ses personnages dans le décor et de donner une autre dimension à la relation spectateur-personnage. Finalement, le film est, pour reprendre les termes de Philippe Haudiquet, « noble et grave sous des apparences spectaculaires ». Donald Richie remarque qu'une partie du style des Sept Samouraïs « défie l'analyse car il n'y a pas de mots pour décrire l'effet », et que la beauté de certains aspects du film « se doit de rester inexpliquée »,.

#### Références de Kurosawa et filiations possibles

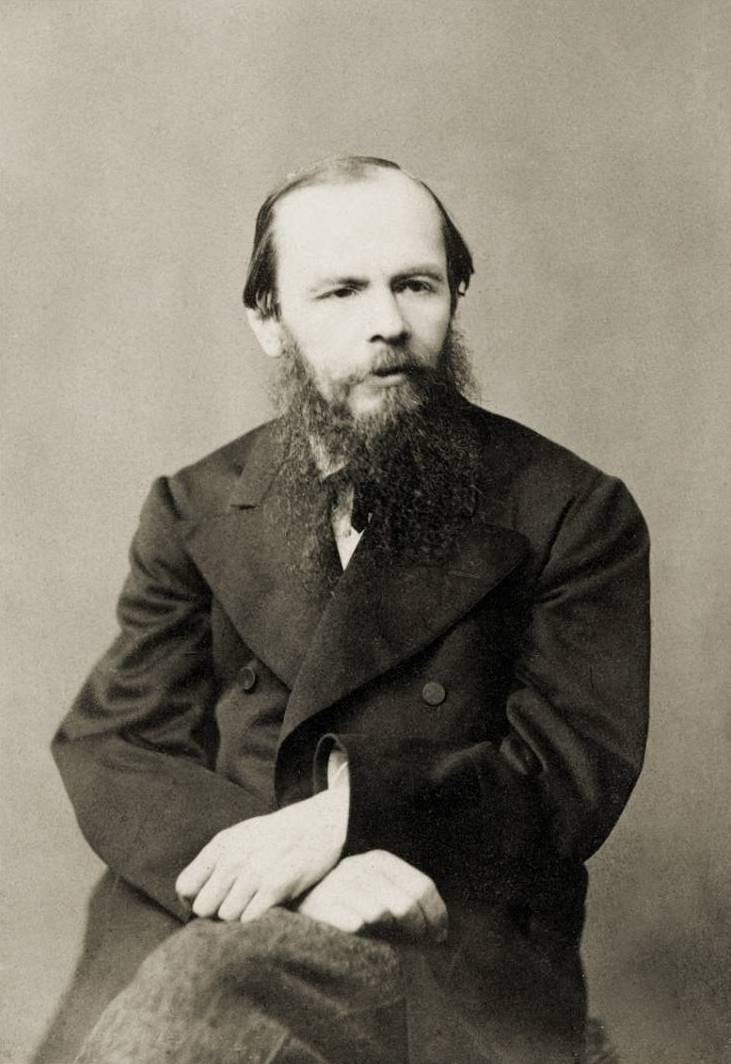
Fiodor Dostoïevski, écrivain préféré de Kurosawa et influence majeure de son œuvre.

#### Adaptations et influences sur des créations ultérieures

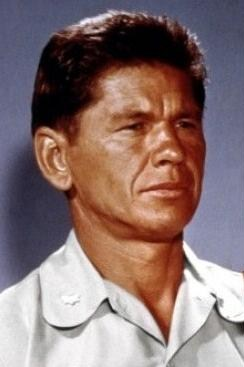
Charles Bronson (ici en 1961), l'une des figures marquantes des Sept Mercenaires, le remake western des Sept Samouraïs.

### Influences et postérité